# Gymnopilus crociphyllus
Gymnopilus crociphyllus là một loài nấm thuộc họ Cortinariaceae.